# Піаніно в темряві
Піаніно в темряві — науково-фантастичний роман еквадорської письменниці Лукреції Мальдонадо, опублікований у 2016 році видавництвом Eskeletra Editorial. Це роман, де переважає невербальна мова, така як вираз тіла, поведінка та енергія.

## Сюжет
Роман «Піаніно в темряві» має близько ста сторінок, це можна описати як суму реалій, охоплених однією і тією ж історією, з фоном, який закликає «Ти маєш продовжувати жити». Сюжет починається з похмурого нічного звуку неіснуючого фортепіано в будинку, відкриваючи кілька таємниць і таємниць, які несуть в собі кілька поколінь; що в процесі читання буде виправлено і опубліковано.
Ця сімейна історія переплітає такі теми, як: смерть, енергія, духовність, страх і любов. Творчий роман розповідає про минуле молодої жінки, яка потрапляє до людини, присвяченої паранормальним явленням, потрапляючи у світ проституції та наркоманії. У цій подорожі вона відкриває частину історії своєї родини через мелодію на піаніно. Треба мати сили протистояти різноманітним проблемам, і розуміти, що минуле може мати сильний вплив і вплив на сьогодення, особливо на сімейному рівні.

## Інтерв'ю
В інтерв'ю з Лукрецією Мальдонадо Diario El Universo Ecuador вона згадує, що історія заснована на реальних подіях з життя, оскільки Лукреція пише роман одразу після того, як зустріла хлопців, які страждали від наркозалежності. Мальдонадо також заявилав, що вона шокована, дізнавшись, що Еквадор посідає друге місце за наркоманією в контексті Південної Америки, і це проблема, яка невидима, оскільки це тема, яка не часто обговорюється. Ось чому Лукреція вирішує поговорити про цю проблему у своєму романі, щоб показати його і мати можливість запобігти цьому, «лікуючи особисті рани суспільства», які вона згадує.